# Anaphes superadditus
Anaphes superadditus är en stekelart som först beskrevs av Soyka 1950.  Anaphes superadditus ingår i släktet Anaphes och familjen dvärgsteklar. Inga underarter finns listade i Catalogue of Life.